# Nationaal park Cerros de Amotape
Het Nationaal park Cerros de Amotape (Spaans: Parque Nacional Cerros de Amotape) is een nationaal park gelegen in het zuiden van Tumbes, Peru. Het is het best bewaarde droge regenwoud in de gehele regio van de Grote Oceaan. Het park werd officieel geopend op 22 juli 1975 en heeft een oppervlakte van meer dan 1500 km².
Er is een grote variatie aan dieren, planten en bomen te vinden in deze regio, zoals de gigantische lippenbeer, de Andescondor, de tijgerkat, de boa constrictor en de spitssnuitkrokodil, een bedreigde diersoort.